# Unione Polisportiva Comunale Tavagnacco 2020-2021
Questa voce raccoglie le informazioni riguardanti l'Associazione Sportiva Dilettantistica Unione Polisportiva Comunale Tavagnacco nelle competizioni ufficiali della stagione 2020-2021.

## Stagione
La stagione 2020-2021 ha segnato il ritorno del Tavagnacco in Serie B dopo le diciannove stagioni consecutive nella massima serie italiana.

## Organigramma societario
Da sito societario
Area tecnica
- Allenatore: Chiara Orlando (dalla 1ª alla 22ª giornata)
- Allenatore: Marco Rossi (dal recupero 18ª giornata)[1]
- Allenatore in seconda: Alessandro Campi (dal recupero 18ª giornata)
- Preparatore dei portieri: Pietro La Riccia
- Fisioterapista: Alberto Zuliani
- Preparatore Atletico: Livio Mastrorosa
- Direttore Tecnico: Andrea Tosolini
- Team Manager: Elisabetta Terraveglia

## Rosa
| N. |                     | Ruolo | Calciatrice        |
| -- | ------------------- | ----- | ------------------ |
| 1  | Italia (bandiera)   | P     | Beatrice Beretta   |
| 2  | Slovenia (bandiera) | D     | Hana Golob         |
| 3  | Italia (bandiera)   | D     | Elisa Donda        |
| 4  | Italia (bandiera)   | D     | Eleonora Pozzecco  |
| 5  | Italia (bandiera)   | D     | Federica Veritti   |
| 6  | Italia (bandiera)   | D     | Denise Di Blas     |
| 8  | Italia (bandiera)   | C     | Alessia Tuttino    |
| 9  | Italia (bandiera)   | A     | Flavia Devoto      |
| 10 | Italia (bandiera)   | C     | Aurora Liuzzi      |
| 11 | Italia (bandiera)   | C     | Elena Dimaggio     |
| 13 | Italia (bandiera)   | D     | Michela Martinelli |
| 16 | Italia (bandiera)   | C     | Valentina Puglisi  |
| 17 | Italia (bandiera)   | A     | Caterina Ferin     |
| 18 | Giappone (bandiera) | D     | Mizuho Kato        |

| N. |                   | Ruolo | Calciatrice       |
| -- | ----------------- | ----- | ----------------- |
| 19 | Italia (bandiera) | A     | Nicol Gianesin    |
| 20 | Italia (bandiera) | C     | Gaia Milan        |
| 21 | Italia (bandiera) | D     | Caterina Dieudé   |
| 22 | Italia (bandiera) | P     | Costanza Nicola   |
| 23 | Italia (bandiera) | C     | Zoe Caneo         |
| 24 | Italia (bandiera) | D     | Melissa Toomey    |
| 25 | Italia (bandiera) | C     | Francesca Blasoni |
| 26 | Italia (bandiera) | C     | Elisa Mariani     |
| 27 | Italia (bandiera) | A     | Zineb Abouziane   |
| 29 | Italia (bandiera) | A     | Anna Martinuzzi   |
| 36 | Italia (bandiera) | P     | Marika Fontana    |
| 41 | Italia (bandiera) | C     | Marta Grosso      |
|    | Grecia (bandiera) | A     | Sofia Kongoulī    |
|    | Italia (bandiera) | A     | Maria Zuliani     |

## Calciomercato

### Sessione estiva(dal 1º luglio al 2 settembre)
| Acquisti | Acquisti          | Acquisti            | Acquisti    |
| R.       | Nome              | da                  | Modalità    |
| -------- | ----------------- | ------------------- | ----------- |
| P        | Beatrice Beretta  | Juventus            | in prestito |
| D        | Melissa Toomey    | Florentia S.G.      | in prestito |
| C        | Zoe Caneo         | Fortitudo Mozzecane | [ 6 ]       |
| C        | Valentina Puglisi | Juventus            | in prestito |
| C        | Alessia Tuttino   |                     | [ 7 ]       |
| A        | Zineb Abouziane   | Bologna             |             |
| A        | Flavia Devoto     | Juventus            | in prestito |
| A        | Aurora Liuzzi     | Riozzese            |             |

| Cessioni | Cessioni           | Cessioni         | Cessioni      |
| R.       | Nome               | a                | Modalità      |
| -------- | ------------------ | ---------------- | ------------- |
| P        | Alessia Capelletti | Empoli           | definitivo    |
| D        | Nika Babnik        | Wacker Innsbruck | definitivo    |
| C        | Millie Chandarana  | San Marino       | [ 9 ]         |
| C        | Benedetta Brignoli | Sassuolo         | fine prestito |
| C        | Shino Kunisawa     | San Marino       | svincolata    |
| C        | Valentina Puglisi  | Juventus         | fine prestito |
| A        | Veronica Benedetti | Ravenna          | definitivo    |
| A        | Heidi Kollanen     | KIF Örebro       | definitivo    |
| A        | Sofia Kongoulī     | Diósgyőr         | definitivo    |
| A        | Giorgia Miotto     | Empoli           | definitivo    |
| A        | Elisa Polli        | Empoli           | definitivo    |

### Sessione invernale
| Acquisti | Acquisti       | Acquisti  | Acquisti    |
| R.       | Nome           | da        | Modalità    |
| -------- | -------------- | --------- | ----------- |
| C        | Elisa Mariani  | Inter     | in prestito |
| A        | Nicol Gianesin | Juventus  | in prestito |
| A        | Sofia Kongoulī | Diósgyőr  | definitivo. |
| A        | Maria Zuliani  | Triestina | in prestito |

| Cessioni | Cessioni          | Cessioni | Cessioni   |
| R.       | Nome              | a        | Modalità   |
| -------- | ----------------- | -------- | ---------- |
| P        | Costanza Nicola   | Ravenna  | svincolata |
| D        | Mizuho Kato       | Bochum   | svincolata |
| C        | Francesca Blasoni | Torres   | svincolata |
| C        | Elena Dimaggio    |          | svincolata |

## Risultati

### Serie B

#### Girone di andata
| Arbitro: | Delli Carpini (Isernia) |

|                           |           |                  |
| Riboldi 21’ Galluccio 52’ | Marcatori | 18’, 57’ Veritti |

| Arbitro: | Galasso (Ciampino) |

|                         |           |              |
| Abouziane 45’ Ferin 87’ | Marcatori | 12’ Iannella |

| Arbitro: | Zago (Conegliano) |

|  |           |             |
|  | Marcatori | 2’ Galbiati |

| Arbitro: | Migliorini (Verona) |

|  |           |           |
|  | Marcatori | 48’ Ferin |

| Tavagnacco 18 ottobre 2020, ore 15:00 CEST 5ª giornata | Tavagnacco       | 0 – 0 referto | Ravenna | Stadio comunale\| Arbitro: \| Sassano (Padova) \| |
| Arbitro:                                               | Sassano (Padova) |               |         |                                                   |

| Arbitro: | Di Reda (Molfetta) |

|             |           |                        |
| Ferrati 37’ | Marcatori | 55’ Tuttino 79’ Grosso |

| Arbitro: | Marini (Portogruaro) |

|           |           |                                         |
| Ferin 30’ | Marcatori | 28’ Porcarelli 33’ Petralia 76’ Beleffi |

| Arbitro: | Marra (Mantova) |

|            |           |                             |
| Saggion 8’ | Marcatori | 45+1’, 72’ Milan 70’ Toomey |

| Arbitro: | Zambetti (Lovere) |

|                                |           |                                    |
| Peretti 17’ (aut.) Tuttino 49’ | Marcatori | 29’ Tardini 42’ Boni 79’ Carleschi |

| Arbitro: | Bianchini (Terni) |

|           |           |  |
| Silvi 82’ | Marcatori |  |

| Arbitro: | Migliorini (Verona) |

|                                               |           |  |
| Tuttino 28’, 72’ Devoto 39’, 59’ Gianesin 80’ | Marcatori |  |

| Arbitro: | Gambuzzi (Reggio Emilia) |

|             |           |                           |
| Rognoni 87’ | Marcatori | 45’ Abouziane 90+3’ Ferin |

| Tavagnacco 14 febbraio 2021, ore 12:00 CET 13ª giornata | Tavagnacco        | 0 – 0 referto | Lazio | Stadio comunale\| Arbitro: \| Zago (Conegliano) \| |
| Arbitro:                                                | Zago (Conegliano) |               |       |                                                    |

#### Girone di ritorno
| Arbitro: | Marin (Portogruaro) |

|            |           |                    |
| Devoto 90’ | Marcatori | 6’ Pinna 36’ Dodds |

| Arbitro: | Aldi (Reggio Emilia) |

|  |           |           |
|  | Marcatori | 29’ Ferin |

| Arbitro: | Drigo (Portogruaro) |

|               |           |                  |
| Martino 90+3’ | Marcatori | 14’, 45’ Zuliani |

| Arbitro: | Arnaut (Padova) |

|                        |           |  |
| Tuttino 20’ Grosso 41’ | Marcatori |  |

| Arbitro: | Giacometti (Gubbio) |

|             |           |  |
| Cimatti 53’ | Marcatori |  |

| Arbitro: | Negrelli (Finale Emilia) |

|               |           |           |
| Abouziane 87’ | Marcatori | 37’ Basso |

| Cesena 28 marzo 2021, ore 14:30 CEST 20ª giornata | Cesena           | 0 – 0 referto | Tavagnacco | Impianto sportivo Martorano\| Arbitro: \| Albano (Venezia) \| |
| Arbitro:                                          | Albano (Venezia) |               |            |                                                               |

| Arbitro: | Foresti (Bergamo) |

|                      |           |                             |
| Devoto 11’ Ferin 46’ | Marcatori | 76’ Zorzan 90+3’ Meggiolaro |

| Arbitro: | Diop (Treviglio) |

|                                   |           |           |
| Salaorni 26’ Peretti 47’ Boni 63’ | Marcatori | 20’ Ferin |

| Arbitro: | Duzel (Castelfranco Veneto) |

|               |           |  |
| Abouziane 80’ | Marcatori |  |

| Arbitro: | Di Mario (Ciampino) |

|  |           |                                                 |
|  | Marcatori | 42’ Kongoulī 65’ (rig.) Martinelli 84’ Gianesin |

| Arbitro: | Menozzi (Treviso) |

|             |           |              |
| Veritti 34’ | Marcatori | 19’ Di Luzio |

| Arbitro: | Di Loreto (Terni) |

|                                 |           |          |
| Martín 46’ (rig.) Pittaccio 50’ | Marcatori | 8’ Caneo |

### Coppa Italia
| Arbitro: | Menicucci (Lanciano) |

|                       |           |  |
| Glaser 15’ Miglio 47’ | Marcatori |  |

| Arbitro: | Marin (Portogruaro) |

|  |           |                                                                     |
|  | Marcatori | 19’ Ohale 23’ Hegerberg 29’ Giugliano 61’ Bonfantini 90+3’ Severini |

## Statistiche

### Statistiche di squadra
| Competizione | Punti | In casa | In casa | In casa | In casa | In casa | In casa | In trasferta | In trasferta | In trasferta | In trasferta | In trasferta | In trasferta | Totale | Totale | Totale | Totale | Totale | Totale | DR |
| Competizione | Punti | G       | V       | N       | P       | Gf      | Gs      | G            | V            | N            | P            | Gf           | Gs           | G      | V      | N      | P      | Gf     | Gs     | DR |
| ------------ | ----- | ------- | ------- | ------- | ------- | ------- | ------- | ------------ | ------------ | ------------ | ------------ | ------------ | ------------ | ------ | ------ | ------ | ------ | ------ | ------ | -- |
| Serie B      | 40    | 13      | 4       | 5       | 4       | 18      | 14      | 13           | 7            | 2            | 4            | 18           | 13           | 26     | 11     | 7      | 8      | 36     | 27     | +9 |
| Coppa Italia | -     | 1       | 0       | 0       | 1       | 0       | 5       | 1            | 0            | 0            | 1            | 0            | 2            | 2      | 0      | 0      | 2      | 0      | 7      | -7 |
| Totale       | -     | 14      | 4       | 5       | 5       | 18      | 19      | 14           | 7            | 2            | 5            | 18           | 15           | 28     | 11     | 7      | 10     | 36     | 34     | +2 |

### Andamento in campionato
| Giornata  | 1 | 2 | 3 | 4 | 5 | 6 | 7 | 8 | 9 | 10 | 11 | 12 | 13 | 14 | 15 | 16 | 17 | 18 | 19 | 20 | 21 | 22 | 23 | 24 | 25 | 26 |
| --------- | - | - | - | - | - | - | - | - | - | -- | -- | -- | -- | -- | -- | -- | -- | -- | -- | -- | -- | -- | -- | -- | -- | -- |
| Luogo     | T | C | C | T | C | T | C | T | C | T  | C  | T  | C  | C  | T  | T  | C  | T  | C  | T  | C  | T  | C  | T  | C  | T  |
| Risultato | N | V | P | V | N | V | P | V | P | P  | V  | V  | N  | P  | V  | V  | V  | P  | N  | N  | N  | P  | V  | V  | N  | P  |
| Posizione | 6 | 1 | 7 | 4 | 5 | 1 | 2 | 2 | 4 | 6  | 4  | 3  | 4  | 5  | 4  | 3  | 2  | 2  | 2  | 2  | 5  | 6  | 5  | 3  | 4  | 5  |

Legenda:

Luogo: C = Casa; T = Trasferta. Risultato: V = Vittoria; N = Pareggio; P = Sconfitta.

### Statistiche delle giocatrici
| Giocatore     | Serie B  | Serie B | Serie B     | Serie B    | Coppa Italia | Coppa Italia | Coppa Italia | Coppa Italia | Totale   | Totale | Totale      | Totale     |
| Giocatore     | Presenze | Reti    | Ammonizioni | Espulsioni | Presenze     | Reti         | Ammonizioni  | Espulsioni   | Presenze | Reti   | Ammonizioni | Espulsioni |
| ------------- | -------- | ------- | ----------- | ---------- | ------------ | ------------ | ------------ | ------------ | -------- | ------ | ----------- | ---------- |
| Z. Abouziane  | 21       | 4       | 0           | 0          | 0            | 0            | 0            | 0            | 21       | 4      | 0           | 0          |
| B. Beretta    | 25       | -27     | 1           | 0          | 1            | -5           | 0            | 0            | 26       | -32    | 1           | 0          |
| F. Blasoni    | 9        | 0       | 0           | 0          | 2            | 0            | 0            | 0            | 11       | 0      | 0           | 0          |
| Z. Caneo      | 23       | 1       | 1           | 0          | 2            | 0            | 0            | 0            | 25       | 1      | 1           | 0          |
| N. Costanza   | 0        | 0       | 0           | 0          | -            | -            | -            | -            | 0        | 0      | 0           | 0          |
| F. Devoto     | 23       | 4       | 1           | 0          | 1            | 0            | 0            | 0            | 24       | 4      | 1           | 0          |
| D. Di Blas    | 2        | 0       | 0           | 0          | 0            | 0            | 0            | 0            | 2        | 0      | 0           | 0          |
| C. Dieudé     | 12       | 0       | 1           | 0          | 1            | 0            | 0            | 0            | 13       | 0      | 1           | 0          |
| E. Dimaggio   | 1        | 0       | 0           | 0          | 0            | 0            | 0            | 0            | 1        | 0      | 0           | 0          |
| E. Donda      | 26       | 0       | 1           | 0          | 2            | 0            | 0            | 0            | 28       | 0      | 1           | 0          |
| C. Ferin      | 26       | 7       | 0           | 0          | 2            | 0            | 0            | 0            | 28       | 7      | 0           | 0          |
| M. Fontana    | 1        | 0       | 0           | 0          | -            | -            | -            | -            | 1        | 0      | 0           | 0          |
| N. Gianesin   | 14       | 2       | 0           | 0          | -            | -            | -            | -            | 14       | 2      | 0           | 0          |
| H. Golob      | 1        | 0       | 0           | 0          | -            | -            | -            | -            | 1        | 0      | 0           | 0          |
| M. Grosso     | 23       | 2       | 0           | 0          | 2            | 0            | 0            | 0            | 25       | 2      | 0           | 0          |
| M. Kato       | 5        | 0       | 0           | 0          | 2            | 0            | 0            | 0            | 7        | 0      | 0           | 0          |
| S. Kongoulī   | 12       | 1       | 0           | 0          | -            | -            | -            | -            | 12       | 1      | 0           | 0          |
| A. Liuzzi     | 12       | 0       | 0           | 0          | 1            | 0            | 0            | 0            | 13       | 0      | 0           | 0          |
| E. Mariani    | 11       | 0       | 0           | 0          | -            | -            | -            | -            | 11       | 0      | 0           | 0          |
| M. Martinelli | 22       | 1       | 0           | 0          | 2            | 0            | 0            | 0            | 24       | 1      | 0           | 0          |
| A. Martinuzzi | 5        | 0       | 0           | 0          | 2            | 0            | 0            | 0            | 7        | 0      | 0           | 0          |
| G. Milan      | 21       | 2       | 0           | 0          | 2            | 0            | 0            | 0            | 23       | 2      | 0           | 0          |
| C. Nicola     | -        | -       | -           | -          | 1            | -2           | 0            | 0            | 1        | -2     | 0           | 0          |
| E. Pozzecco   | 4        | 0       | 0           | 0          | 0            | 0            | 0            | 0            | 4        | 0      | 0           | 0          |
| V. Puglisi    | -        | -       | -           | -          | -            | -            | -            | -            | -        | -      | -           | -          |
| D. Stella     | 1        | 0       | 0           | 0          | 0            | 0            | 0            | 0            | 1        | 0      | 0           | 0          |
| M. Toomey     | 24       | 1       | 4           | 0          | 0            | 0            | 0            | 0            | 24       | 1      | 4           | 0          |
| A. Tuttino    | 18       | 5       | 0           | 0          | 1            | 0            | 0            | 0            | 19       | 5      | 0           | 0          |
| F. Veritti    | 24       | 3       | 7           | 0          | 2            | 0            | 0            | 0            | 26       | 3      | 7           | 0          |
| M. Zuliani    | 12       | 2       | 0           | 0          | -            | -            | -            | -            | 12       | 2      | 0           | 0          |